# Nápolyban kezdődött
A Nápolyban kezdődött (It Started in Naples) egy 1960-as amerikai romantikus filmvígjáték Melville Shavelson rendezésében. A főszerepben Sophia Loren, Clark Gable és Vittorio De Sica. A produkciót egy Oscar-díjra jelölték legjobb látványtervezését, valamint jelölést kapott Golden Globe-díjra is legjobb vígjáték és legjobb női főszereplő kategóriában. A forgatókönyvet Michael Pertwee és Jack Davies ötlete alapján Shavelson, Jack Rose és Suso Cecchi D'Amico írta.
A Nandót játszó Mariettónak és a Renzót alakító Paolo Carlininek ez a film volt a debütálása.

## Cselekmény
Mike Hamilton (Clark Gable), egy amerikai ügyvéd Philadelphiából Nápolyba utazik, hogy elhunyt öccse hagyatékáról gondoskodjon. Nem szándékozik maradni egy napnál tovább, mert másnap a menyasszonyával megesküszik. Az olaszországi ügyvéd, Mario Vitale (Vittorio De Sica), aki mellesleg odavan a szép lányokért, azonban közli Mike-kal, hogy az öccsének van egy nyolcéves fia is. A kis Nandót a balesetben szintén elhunyt édesanyjának húga, Lucia (Sophia Loren) neveli Capri szigetén. Vitale segítségével Mike megtalálja Luciát, de a nő félve, hogy elveszi tőle a kisfiút, megpróbálja megtéveszteni a férfit életkörülményeikről. Mikor ez nem válik be, könyörögni kezd neki, hogy neki csak Nando van, de Mike biztosítja, hogy csak pénzügyileg akarja őket támogatni.
A férfi azonban lekési a Capriból kifutó hajót, és kénytelen egy éjszakát a szigeten tölteni. Az utcáról beszűrődő zenétől viszont nem tud aludni, ezért csatlakozik a szórakozó tömeghez. Az asztaloknál ellenben kiszúrja magának Nandót, amint éppen szórólapot osztogat Lucia show-járól. Mike hazaküldi Nandót, és felkeresi a lokálban dolgozó Luciát. Összekülönböznek, Mike egyenesen fel van háborodva, hogy a kis Nando hajnalok hajnalán még az utcán tartózkodik, hogy nem jár iskolába, dohányzik és kávézik. Kijelenti, hogy másnap elviszi Nandót Rómába, ahol egy amerikai iskolában tanulhat. Lucia dühösen hazaviharzik, de már tudja, hogyan fog kitolni a férfival.
Mikor másnap Mike megjelenik, Lucia már korán felkelt, hogy elküldje Nandót iskolába, és a szomszédjai segítségével, akikkel elhiteti, hogy Mike el akarja rabolni Nandót Capriról, sikerül feltartóztatnia a férfit. Mike megpróbálja Nandót befolyásolni: megmutatja neki a sajtburgert, a baseballt, odaadja neki a karóráját, ellövöldözi a maradék tűzijátékot, amit Nando apja hagyott a fiára, és elmagyarázza neki, mennyire fontos, hogy iskolába járjon. Nando hamarosan rajongani kezd Mike-ért, amit Lucia fájó szívvel vesz tudomásul, hamarosan meg is kapja az idézést a bíróságtól. Ezalatt Mike menyasszonyának is fogytán a türelme, és mikor megtudja, hogy Mike örökbe akarja fogadni másnak a gyerekét, szétkapcsolja a telefonhívást.
Vitale ügyvédnek hamarosan a fülébe is jut, hogy Mike mégsem szándékozik megnősülni, és kiterveli, hogy Luciát és Mike-ot egy párrá kell boronálni. Azt meséli be mindkettőjüknek, hogy odavannak egymásért, s még aznap este Mike ismét elmegy a lokálba, ahol Lucia dolgozik, majd együtt táncolnak. Ezután több időt töltenek egymással, és Mike elkezdi élvezni az életet Olaszországban. Azonban mikor Nando megkérdezi a férfit, hogy mikor szándékozik a nagynénjét feleségül venni, Mike-nak csalódást kell okoznia a kisfiúnak. Nando visszaadja a karórát és feldúltan elszalad. Később Mike és Lucia összetalálkoznak, Lucia pedig megkérdezi, hogy min vesztek össze. Értesülve róla, hogy Mike nem kívánja hozzákötni az életét, azt mondja a férfinak, hogy csak játszott vele, mert így könnyebb volt megtartania Nandót.
Mike és Lucia a bíróságon találkoznak újra. Mike-ot Vitale ügyvéd képviseli, s Lucia tisztában van vele, hogy csak úgy nyerheti meg a pert, ha Vitalét a saját oldalára állítja. A nőrajongó olasz férfi ráharap a csalira, és megnyeri a pert Luciának. A nő azonban mégsem boldog, mert rájön, hogy önző dolgot tett, és Nandótól vette el a nagy lehetőséget. Eljátssza a kisfiúnak, hogy énekesi karrierről álmodozik, és a gitárosával, Renzóval, beutazzák Olaszországot, Nando pedig csak útban lenne. 
Nando csüggedten szalad Mike után, hogy Amerikába akar menni, de Mike felismeri, hogy Lucia nem gondolta komolyan mindazt, amit Nandónak mondott, ezért visszaküldi Nandót Caprira, és egyedül száll fel a vonatra. A vonaton amerikaiakkal kerül egy fülkébe, de hallva őket, milyen lekezelően beszélnek Olaszországról, a férfi meggondolja magát, és gyorsan leszáll a szerelvényről, majd Nandóval karöltve visszamegy Luciához Caprira.            

## Zene
A film alatt felcsendülő zenék:
- It Started in Naples
- Tuo vuò fà L'Americano
- Carina
- Stay Here With Me (Resta cu'mme)

## Szereplők
| Színész                    | Szerep           | Magyar hangja     |
| -------------------------- | ---------------- | ----------------- |
| Sophia Loren               | Lucia Curcio     | Györgyi Anna      |
| Clark Gable                | Michael Hamilton | Vass Gábor        |
| Vittorio De Sica           | Mario Vitale     | Velenczey István  |
| Carlo "Marietto" Angeletti | Nando Hamilton   | Benedikty Marcell |
| Paolo Carlini              | Renzo            | n.a               |
| Giovanni Filidoro          | Gennariello      | saját hangján     |
| Claudio Ermelli            | Luigi            | Csikos Gábor      |
| Bob Cunningham             | Mc Guire         | Perlaki István    |
| Marco Tulli                | ügyvéd           | Uri István        |
| Carlo Rizzo                | ?                | n.a               |
| Yvonne Monlaur             | turistanő        | Magda Gabi        |

további magyar hangok: Dobránszky Zoltán, Szoó György, Versényi László

## Díjak és jelölések
| Év   | Díj              | Kategória                         | Eredmény |
| ---- | ---------------- | --------------------------------- | -------- |
| 1961 | Golden Globe-díj | Legjobb filmmusical vagy vígjáték | Jelölve  |
| 1961 | Golden Globe-díj | Legjobb női főszereplő            | Jelölve  |
| 1961 | Laurel-díj       | Legjobb színésznő vígjátékban     | Jelölve  |
| 1961 | Oscar-díj        | Legjobb látványterv               | Jelölve  |